# Людвиг Фридрих (герцог Монбельяра)
Людвиг Фридрих Вюртемберг-Монбельярский (нем. Ludwig Friedrich von Württemberg-Mömpelgard; 29 января 1586, Монбельяр — 26 января 1631, Монбельяр) — основатель побочной линии Вюртембергского герцогского дома и герцог Вюртемберг-Монбельяра.

## Биография
Людвиг Фридрих Вюртембергский — пятый ребёнок и второй сын герцога Фридриха I Вюртембергского и принцессы Сибиллы Ангальтской.
28 мая 1617 года старший брат герцог Иоганн Фридрих отписал Людвигу Фридриху все владения Вюртемберга на левом берегу Рейна: Монбельяр, Рейхенвейер и Хорбург. Людвиг Фридрих тем самым стал основателем младшей побочной линии Вюртемберга. Правление Людвига Фридриха осложнила Тридцатилетняя война, принёсшая массовый голод и чуму. После смерти брата Иоганн Фридриха 28 июля 1628 года Людвиг Фридрих был назначен опекуном 14-летнего Эберхарда III в Штутгарте. Как опекун, Людвиг Фридрих оказался втянутым в конфликты после того, как по реституционному эдикту императора Фердинанда II Вюртемберг лишился почти трети своих земель. В ноябре 1630 года герцог Людвиг Фридрих больным вернулся в Монбельяр, где умер 26 января 1631 года.

## Потомки
14 июля 1617 года Людвиг Фридрих женился на Елизавете Магдалене Гессен-Дармштадтской, дочери ландграфа Людвига V Гессен-Дармштадтского. В браке родилось трое детей:
- Кристоф (1620—1621)
- Генриетта Луиза (1623—1650), замужем за маркграфом Альбрехтом II Бранденбург-Ансбахским
- Леопольд Фридрих (1624—1662), женат на Сибилле Вюртембергской (1620—1707), дочери герцога Иоганна Фридриха Вюртембергского.

После смерти Елизаветы Магдалены Людвиг Фридрих женился 15 мая 1625 года на Анне Элеоноре Нассау-Саарбрюккен-Вейльбургской. В этом браке также родилось трое детей:
- Георг (1626—1699)
- Генрих (1627—1628)
- Георгия Людовика (1630—1630).